# Grallaria
Grallaria är ett fågelsläkte i familjen myrpittor inom ordningen tättingar. Släktet dominerar familjen med 47 arter som förekommer i Latinamerika från södra Mexiko till nordöstra Argentina:
- Vattrad myrpitta (G. squamigera)
- Jättemyrpitta (G. gigantea)
- Större myrpitta (G. excelsa)
- Spräcklig myrpitta (G. varia)
- Skäggmyrpitta (G. alleni)
- Fjällig myrpitta (G. guatimalensis)
- Táchiramyrpitta (G. chthonia)
- Brunryggig myrpitta (G. haplonota)
- Ockrastrimmig myrpitta (G. dignissima)
- Strimmig myrpitta (G. eludens)
- Kastanjekronad myrpitta (G. ruficapilla)
- Tumbesmyrpitta (G. watkinsi)
- Santamartamyrpitta (G. bangsi)
- Cundinamarcamyrpitta (G. kaestneri)
- Polylepismyrpitta (G. andicolus)
- Grånackad myrpitta (G. griseonucha)
- Jocotocomyrpitta (G. ridgelyi)
- Rostnackad myrpitta (G. nuchalis)
- Vitnäbbad myrpitta (G. carrikeri)
- Vitstrupig myrpitta (G. albigula)
- Gulbröstad myrpitta (G. flavotincta)
- Vitbukig myrpitta (G. hypoleuca)
- Rostbröstad myrpitta (G. przewalskii)
- Rödbrun myrpitta (G. capitalis)
- Rostvit myrpitta (G. erythroleuca)
- Taironamyrpitta (G. spatiator)
- Perijámyrpitta (G. saltuensis)
- Tvåfärgad myrpitta (G. rufocinerea)
- Muiscamyrpitta (G. rufula)
- Oxapampamyrpitta (G. centralis)
- Ayacuchomyrpitta (G. ayacuchensis)
- Urubambamyrpitta (G. occabambae)
- Punomyrpitta (G. sinaensis)
- Boliviamyrpitta (G. cochabambae)
- Chamímyrpitta (G. alvarezi)
- Ekvatorialmyrpitta (G. saturata)
- Cajamarcamyrpitta (G. cajamarcae)
- Kastanjemyrpitta (G. blakei)
- Chachapoyasmyrpitta (G. gravesi)
- Panaomyrpitta (G. oneilli)
- Junínmyrpitta (G. obscura)
- Boyacámyrpitta (G. alticola)
- Ockramyrpitta (G. quitensis)
- Atuénmyrpitta (Grallaria atuensis)
- Urraomyrpitta (G. urraoensis)
- Brunbandad myrpitta (G. milleri)
- Rostkindad myrpitta (G. erythrotis)